# 檯燈

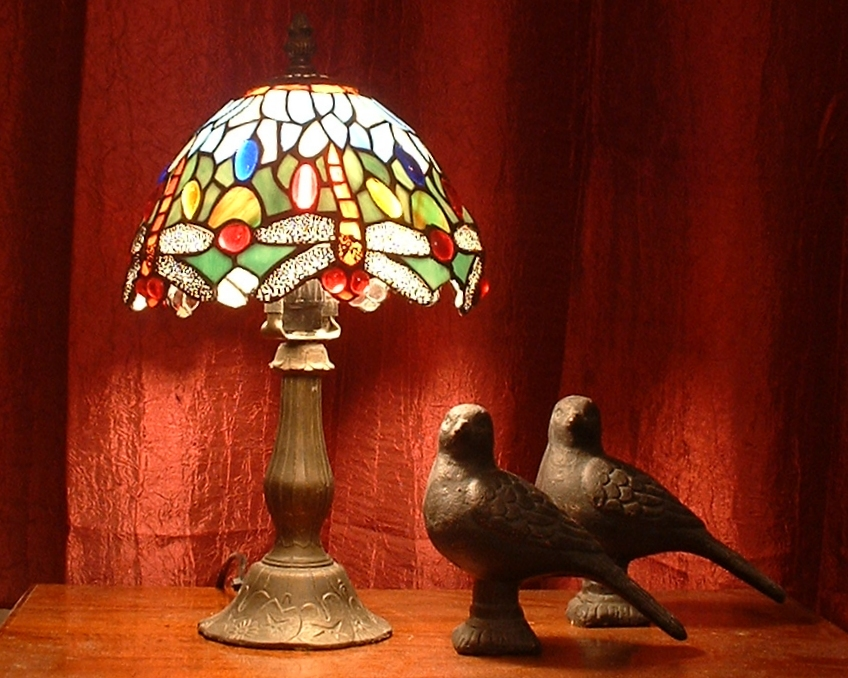
装饰台灯

檯燈是燈的一种，此电器主要放置在寫字檯或餐桌上，以供照明之用。檯燈的光亮照射范围相对比较小和集中，因而不会影响到整个房间的光线，作用局限在台灯周围，便于阅读、学习，节省能源。可供装饰。

## 相關
- 反光

## 腳註
1. ↑  《進學日本語初級Ⅰ》，大新書局，ISBN 978-957-8653-66-5